# Cmentarz prawosławny w Dobromierzycach
Cmentarz prawosławny w Dobromierzycach – nekropolia w Dobromierzycach, utworzona na potrzeby unickich mieszkańców Dobromierzyc i Peresołowic w XIX w., po 1875 prawosławna, użytkowana do końca II wojny światowej.

## Historia i opis
W Dobromierzycach najprawdopodobniej nie było cerkwi, a miejscowa ludność uczęszczała do świątyni w sąsiednich Peresołowicach. Parafialny cmentarz początkowo znajdował się w sąsiedztwie cerkwi, jednak w XIX w. został zamknięty, a nową nekropolię wytyczono u zbiegu dróg do Peresołowic, Dobromierzyc i Hostynnego. Po przemianowaniu likwidacji unickiej diecezji chełmskiej w 1875 cerkiew w Peresołowicach i dobromierzycki cmentarz przeszły w ręce Cerkwi prawosławnej. Cmentarz był użytkowany przez do końca II wojny światowej i wysiedlenia prawosławnych Ukraińców. W kolejnych latach został opuszczony i zdewastowany. W 2021 r. został odnowiony. W czerwcu 2025 r. nieznani sprawcy przewrócili i zniszczyli ok. 14 nagrobków na terenie nekropolii, wszystkie z inskrypcjami cyrylicą.
Na cmentarzu na początku lat 90. XX wieku znajdowało się ok. 25 nagrobków, z których tylko jeden był nieuszkodzony. Jest to zarazem najstarszy nagrobek; wzniesiono go na grobie unickiego kapłana Nikolausa Laurysiewicza, kanonika katedry unickiej w Chełmie (zm. 1854), ojca Leona Laurysiewicza. Jest to krzyż łaciński na postumencie w kształcie cippusa, przykryty płytą z akroterionami, na niewielkim cokole, z ramionami dekorowanymi listwami i żłobieniami. Z 1870 pochodzi natomiast nagrobek majora armii rosyjskiej Józefa Walewskiego i jego małżonki z inskrypcją w języku polskim. Większość zachowanych zniszczonych nagrobków wzniesiono na miejscach pochówku miejscowej ludności prawosławnej. Są to prostopadłościenne postumenty, płyty zdobione trójkątnymi tympanonami i akroterionami oraz zniszczone krzyże prawosławne, z inskrypcjami w języku cerkiewnosłowiańskim. Jedyny nagrobek z żeliwa wzniesiony został na grobie Gąsiorowskich, właścicieli dóbr peresołowickich, z przełomu XIX i XX w. Był to wieloelementowy słup zwieńczony krzyżem, po II wojnie światowej rozbity. Najmłodszy nagrobek to drewniany krzyż, zachowany we fragmencie, datowany na r. 1934. Na cmentarzu rosną jesiony i klony oraz krzewy bzu lilaka i czarnego bzu.

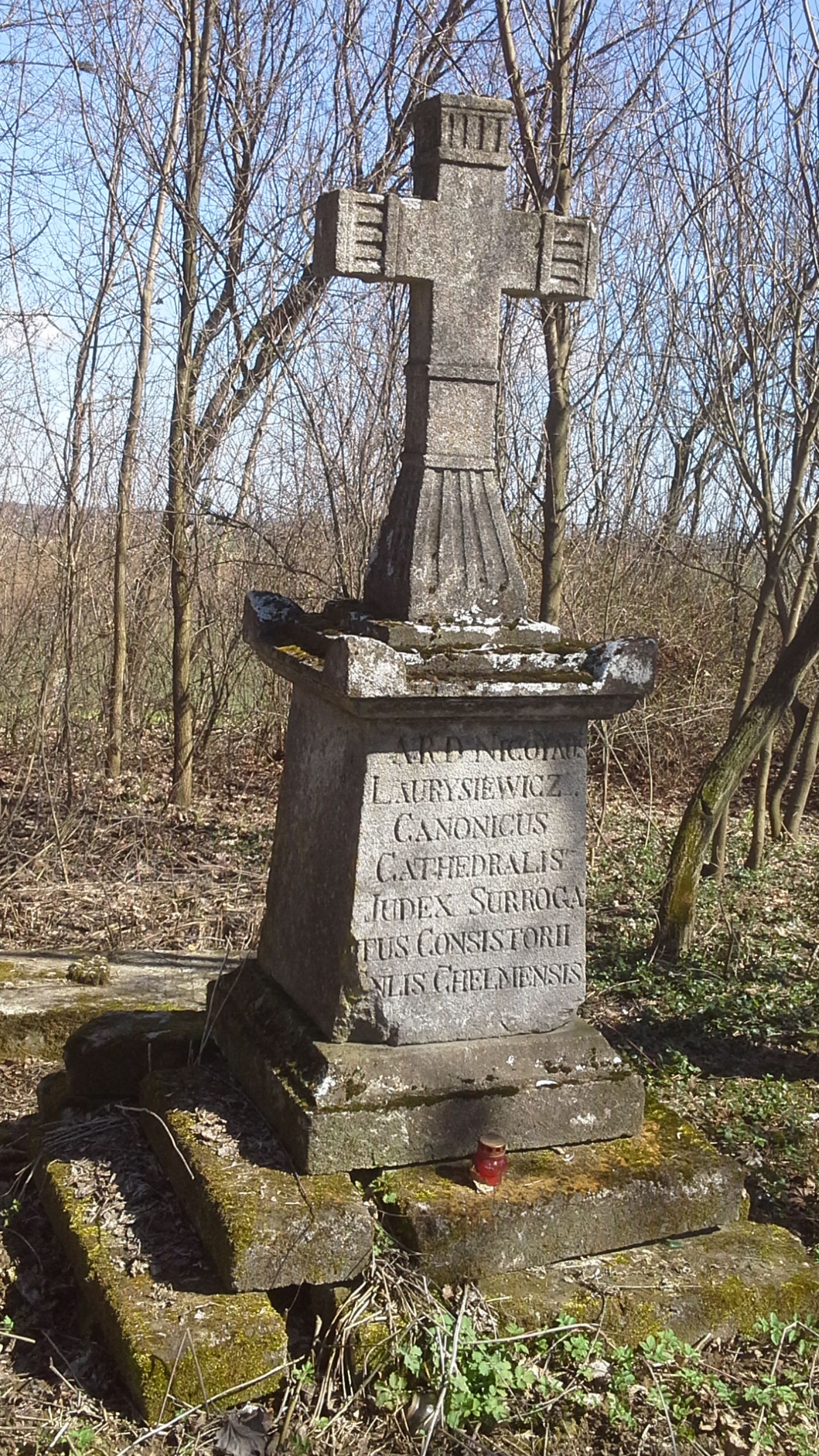
Grób Nikolausa Laurysiewicza (zm. 1854)
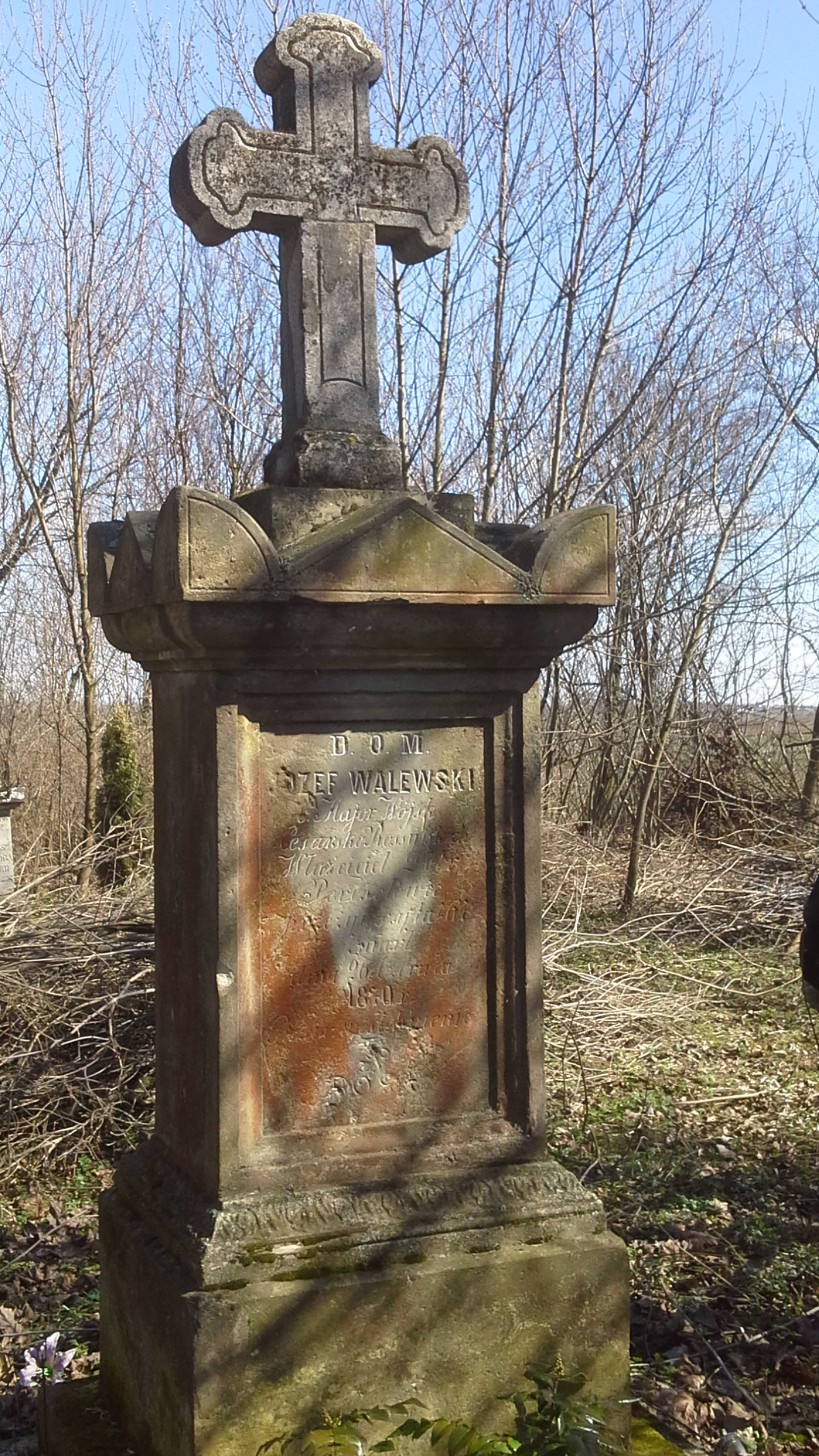
Grób Józefa Walewskiego (zm. 1870) i jego żony Balbiny
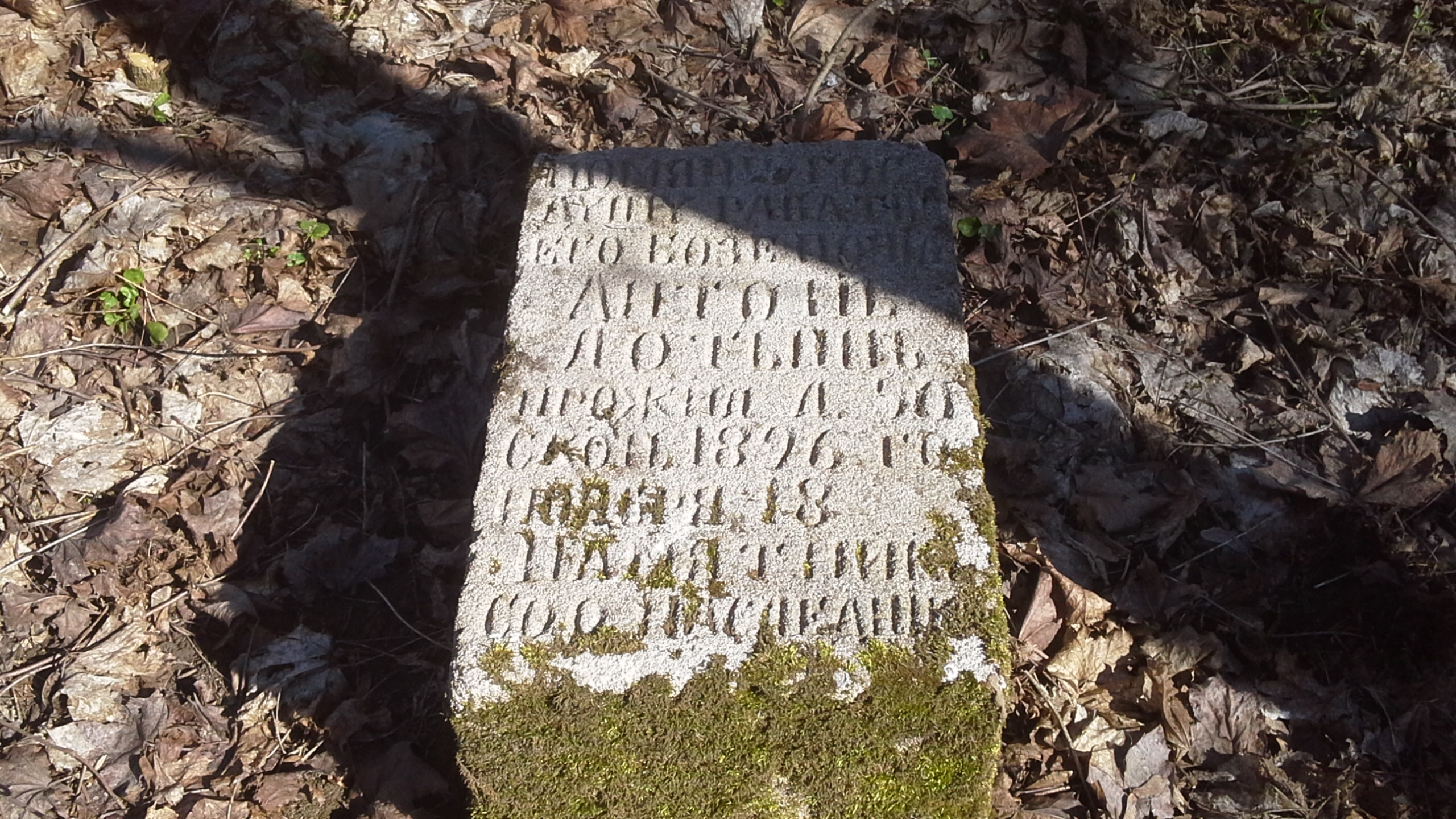
Przewrócony nagrobek prawosławny (1896)
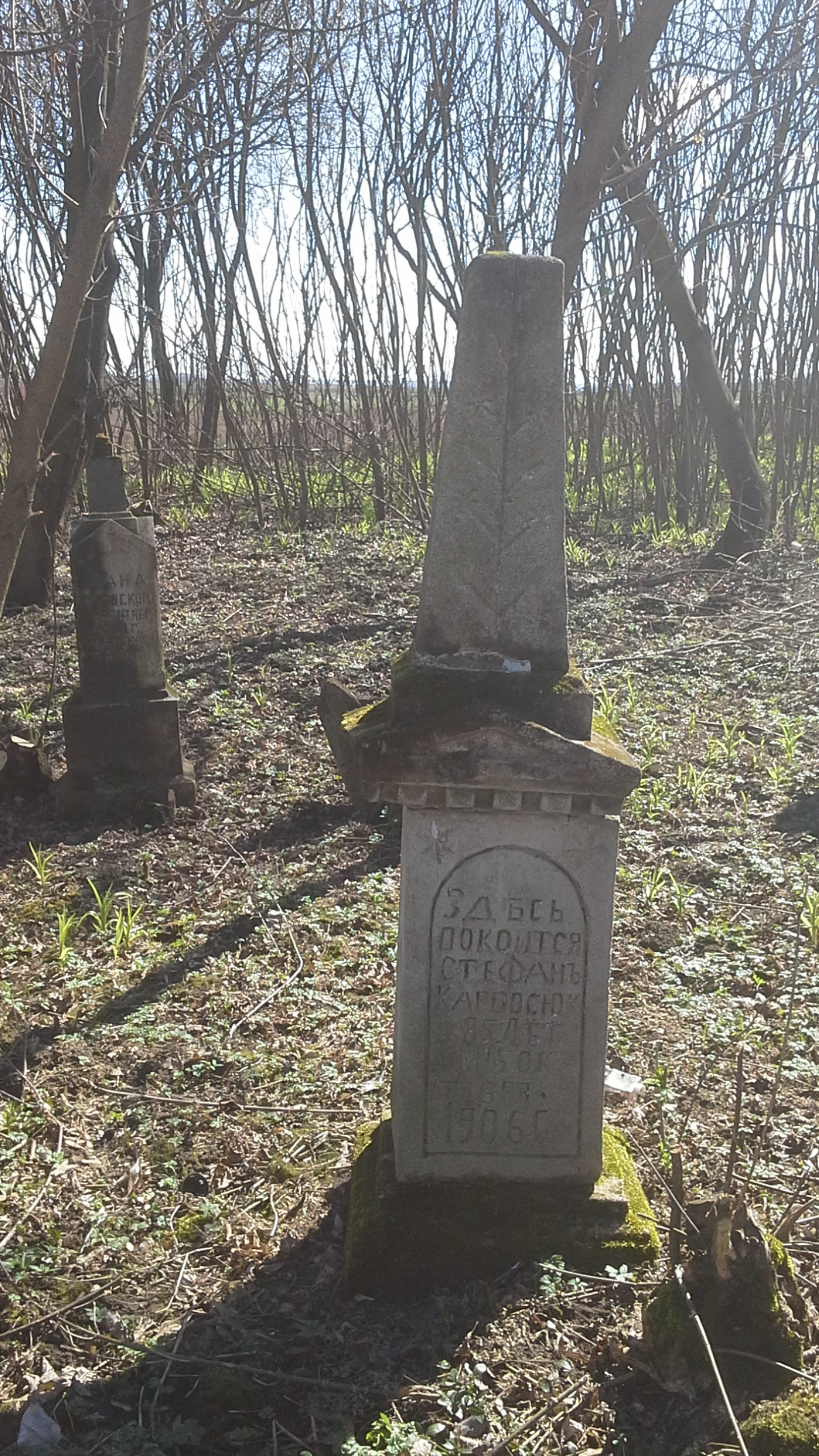
Uszkodzone nagrobki prawosławne (pocz. XX w.)